# Jelly Roll
Джейсон Бредлі Дефорд (нар. 4 грудня 1984 р.), відомий як Jelly Roll (спочатку JellyRoll) — американський співак, репер і автором пісень з Антіохії, Теннесі. Розпочавши кар'єру в 2003 році, він здобув популярність після випуску своїх синглів 2022 року «Son of a Sinner» і «Need a Favor».
«Son of a Sinner» здобув три нагороди CMT Music Awards у 2023 році. Того ж року він отримав нагороду Найкращого нового артиста на CMA Awards і був номінований на Найкращого нового артиста на 66-й щорічній церемонії нагородження Grammy.

## Раннє життя
Дефорд виріс у районі Антіохія в Нашвіллі, штат Теннесі. Його батько працював продавцем м'яса та підробляв букмекером; його мати страждала від психічних захворювань та залежності.
З підліткового віку до своїх 20 років Джеллі Ролл неодноразово потрапляв до в'язниці та відбував покарання за різні злочини, зокрема за зберігання наркотиків з наміром збуту та напад з обтяжуючими обставинами. Під час ув'язнення отримав атестат зрілості (GED) у віці 23 років.

## Кар'єра
Джеллі Ролл розпочав свою кар'єру в хіп-хопі, натхненний реп-виконавцями по типу Three 6 Mafia, UGK та 8Ball & MJG. Він продавав свої мікстейпи з автомобіля, починаючи з проекту The Plain Shmear Tape у 2003 році, а потім випустив чотири частини серії Gamblin’ on the White Boy з 2004 по 2011 рік. Його спільна робота 2010 року «Pop Another Pill» з мемфісським репером Lil Wyte набрала понад 6,3 мільйона переглядів на YouTube. Ця пісня стала основою піснею альбому Year Round від хіп-хоп-групи SNO, учасником якої був Джеллі Ролл.
Протягом наступних кількох років Джеллі Ролл випустив багато мікстейпів і незалежних сольних альбомів, включаючи колаборації з Lil Wyte, Struggle Jennings, Haystak і Tech N9ne. Його мікстейп 2013 року Whiskey, Weed, & Women спочатку називався Whiskey, Weed, & Waffle House, але був перейменований після того, як Waffle House пригрозив судовими діями через використання їхньої назви та логотипу на обкладинці. На новій обкладинці було зображено штамп «cease and desist» замість логотипу ресторану.
Джеллі Ролл дебютував на сцені Grand Ole Opry 9 листопада 2021 року. 7 липня 2022 року його запросив колега-кантрі співак Крейг Морган приєднатися до нього на сцені Opry для виконання пісні «Almost Home». 9 травня 2022 року Дефорд здобув свою першу номерну позицію на рок-радіо з треком «Dead Man Walking».
У січні 2023 року Джеллі Ролл отримав свою першу номерну пісню на кантрі-радіо з дебютним синглом «Son of a Sinner», написаним ним, Ернестом і Девідом Рей Стівенсом. Ця пісня стала другим синглом з його восьмого студійного альбому Ballads of the Broken та зайняла восьме місце в чарті Billboard Hot Rock & Alternative Songs. У лютому 2023 року він встановив рекорд, провівши 25 тижнів на першій позиції в чарті Billboard Emerging Artists.
9 грудня 2022 року виступив на стадіоні Bridgestone Arena в Нашвіллі перед 15,000 фанатами, де його підтримали Кріс Янг, Сем Хант, Райлі Грін, Shinedown, Ернест, Struggle Jennings, Tech N9ne і Кріз Каліко. Влітку 2023 року завершив тур Backroad Baptism Tour, який охопив 44 міста. На церемонії CMT Music Awards 2023 отримав нагороди за Найкраще чоловіче відео року, Найкраще проривне відео та Найкраще цифрове виконання року, всі за пісню «Son of a Sinner».
2 червня 2023 року Випустив свій дев'ятий студійний альбом Whitsitt Chapel, у якому представлений сингл «Need a Favor». У листопаді 2023 року Джеллі Ролл отримав нагороду за Найкращого нового артиста року на 57-й щорічній церемонії нагородження Country Music Association. У січні 2024 року він дав свідчення перед Конгресом США на підтримку законодавства проти фентанілу. Виступив перед Комітетом з банківської справи, житлового будівництва та міських справ Сенату США як колишній постачальник незаконних наркотиків: «Я був частиною проблеми. Я тут зараз, стою як людина, який хоче бути частиною вирішення».
Джеллі Ролл дебютував на телебаченні в драматичному серіалі Tulsa King разом із Сильвестром Сталлоне. Епізод вийшов у вересні 2024 року і містив виступ Джеллі Ролла з піснею «I Am Not Okay».
28 вересня 2024 року Джеллі Ролл став першим музичним гостем 50-го сезону Saturday Night Live, де виконав пісні «Liar» і «Winning Streak».

## Особисте життя
Джеллі Ролл одружений на Аліссі Дефорд, відомій як «Bunnie XO», з 2016 року. Пара поновила свої шлюбні обітниці у 2023 році. У Джеллі Ролла є двоє дітей від попередніх стосунків: донька Бейлі (народилася в 2008 році), над якою він і Bunnie мають повну опіку, та син Ноа (народився в 2016 році).

## Дискографія
- Велика історія Сола (2012)
- Тверезість відстой (2016)
- Залежність вбиває (2017)
- На добраніч, Нашвілл (2018)
- Whisky Sessions II (2019)
- Красива катастрофа (2020)
- Самолікування (2020)
- Ballads of the Broken (2021)
- Каплиця Вітсітт (2023)
- Красиво розбитий (2024)

Спільні альбоми
- Цілий рік (з Lil Wyte і BPZ) (2011)
- Strictly Business (з Haystak) (2011)
- Без фільтра (з Ліл Вайт) (2013)
- Business as Usual (з Haystak) (2013)
- No Filter 2 (з Lil Wyte) (2016)
- Waylon & Willie (разом із Struggle Jennings) (2017)
- Waylon & Willie II (разом зі Страгл Дженнінгсом) (2018)
- Waylon & Willie III (разом зі Страггл Дженнінгсом) (2018)
- Waylon & Willie IV (зі Стругл Дженнінгсом) (2020)